# شهر بایما، شهرستان شوانهان
شهر بایما، شهرستان شوانهان (به لاتین: Baima Township) یک شهرک در جمهوری خلق چین است که در شهرستان شوانهان واقع شده‌است. شهر بایما ۱۸٬۵۰۰ نفر جمعیت دارد و ۵۰۰ متر بالاتر از سطح دریا واقع شده‌است.